# Sporting de Portugal (femenino)
El Sporting Clube de Portugal es la sección de fútbol femenino del club homónimo de la ciudad de Lisboa, Portugal. Actualmente se desempeña en la Liga BPI, máxima categoría del fútbol femenino en Portugal.

## Palmarés
- Campeonato Nacional (2): 2016-17, 2017-18
- Copa de Portugal (2): 2016-17, 2017-18
- Supercopa de Portugal (3): 2017, 2021, 2024